# Anchor Brewing Company
Pour les articles homonymes, voir Anchor.
Anchor Brewing Company est une entreprise spécialisée dans la fabrication de bière et spiritueux basée à San Francisco, en Californie. Fondée en 1896, la brasserie fut rachetée en 1965 par son propriétaire actuel, Fritz Maytag (Frederick Louis Maytag III pour l'état-civil), qui la déplaça à son adresse actuelle en 1979. C'est la seule brasserie à produire commercialement la bière vapeur (steam beer), également appelée California common beer.

## Historique
Anchor Brewing Company est souvent considérée comme l'entreprise chef de file du mouvement des microbrasseries aux États-Unis. Lorsque la Prohibition prend fin, de nombreuses petites brasseries américaines purent rouvrir et reprendre leur production. La grande majorité ne vend alors leur bière que dans les environs immédiats de leur lieu de production. Ces brasseries sont souvent un symbole de fierté nationale pour nombre d'immigrants de première ou seconde génération, notamment parmi les communautés allemandes, polonaises ou tchèques. Nombre de ces brasseries continuent à prospérer pendant la Seconde Guerre mondiale jusque dans les années 1950. À partir de cette décennie, cependant, l'apparition de la publicité télévisée et des tactiques de marketing de masse favorisent l'expansion des grandes brasseries, notamment Anheuser-Busch, Schlitz, Pabst et Miller, au détriment des brasseries locales, dont un très grand nombre va peu à peu fermer leurs portes.
En 1965, Fritz Maytag rachète 51 % de la brasserie Anchor pour quelques milliers de dollars. Quelques années plus tard, il rachète le reste du capital.
Dans les années 1980, la bière phare de Maytag, l'Anchor Steam Beer, commence à être remarquée au niveau national. La demande explose, de nombreux brasseurs tentent d'imiter cette bière, une concurrence que Maytag accueille favorablement, ne pouvant pas satisfaire par lui-même la soudaine soif de bière artisanale du pays. L'ampleur du mouvement des microbrasseries voit aussi l'apparition de nombreux broue-pubs, où la bière est brassée sur place en petites quantités pour la consommation au sein de l'établissement, souvent dans le cadre d'un restaurant.

## Diversification
Anchor Brewing Company propose plusieurs variétés de bières : 
- Anchor Steam (4,9 %)
- Liberty Ale (5,9 %)
- Anchor Porter (5,6 %)
- Old Foghorn Ale (8 %)
- Anchor Small (3,3 %)
- Brekle’s Brown (6 %)
- Anchor California lager (4,9 %) sortie début 2013
- India Pale Ale (6,5 %) dernière nouveauté début 2014

Les bières de saison : 
- Anchor Bock Beer (5,5 %), une bock vendue de février à avril
- Summer Beer (4,5 %), une bière blanche vendue d'avril à novembre
- Bigleaf Maple Autumn Red (6 %), vendue d'août à octobre, sortie en 2013
- Humming Ale (5,9 %), vendue de juillet à novembre
- Christmas Ale (Variée), vendue de novembre à janvier

Anchor propose quelques séries spéciales de Bière dans l'année, la Zymaster Series, une série limitée en bouteille magnum Anchor Steam Beer 2013 en version différente pour la Coupe de l'America.
La brasserie vend le plus gros de sa production sur le marché intérieur, mais exporte aussi au Canada, en Australie, en Nouvelle-Zélande, au Japon, aux Pays-Bas, au Royaume-Uni et en Suède. Plusieurs des bières de la brasserie peuvent être trouvées en France chez des distributeurs spécialisés. 
En 1993, l'entreprise a ouvert Anchor Distillery, une microdistillerie opérant dans le même établissement que la brasserie, produisant un whiskey de seigle single malt, l'Old Potrero, nommé d'après la colline de San Francisco où il est produit. La microdistillerie produit aussi un gin depuis 1997, le Junípero, une référence lointaine au moine explorateur espagnol, Junípero Serra.
L'établissement peut être visité en semaine, uniquement pour groupes et sur rendez-vous.
Fritz Maytag est également propriétaire du domaine York Creek Vineyards, un producteur de vin à cheval sur les comtés de Napa et Sonoma.
En 2013, la brasserie lance la Anchor Californie Lager, d'une historique lager Boca Brewing depuis les années 1870. La brasserie a également annoncé un plan de développement majeur sur le Quai 48 dans le quartier Mission Rock près de AT&T Park à San Francisco . Les travaux de construction devraient débuter fin 2014 et qui sera étendu Anchor capacité de production annuelle de 180 000 barils à 680 000 barils.